# Nijverdal
Nijverdal est un village situé dans la commune néerlandaise de Hellendoorn, dans la province d'Overijssel. Le 1er janvier 2007, le village comptait 17 760 habitants.